# Historia de la Semana Santa de Vivero

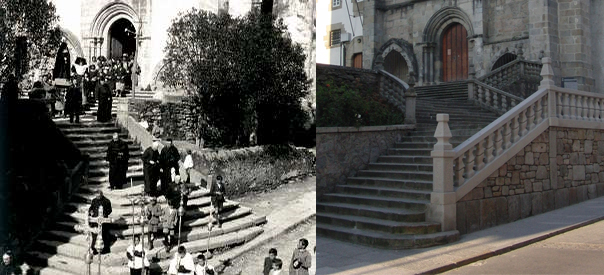
A la izquierda se puede observar una Procesión de Semana Santa en el año 1927. A la derecha, las mismas escalinatas en el año 2010.

La historia de la Semana Santa de Vivero se remonta hasta el siglo XIII, cuando se fundaron las dos cofradías más antiguas que organizan sus procesiones. Alcanzó un gran esplendor en el siglo XVIII, cuando la Venerable Orden Tercera Franciscana y la Cofradía del Rosario empezaron a incorporar nuevas imágenes. La llegada del siglo XX, impulsó de nuevo la celebración con la llegada de la Cofradía de La Piedad, algo que continúa en el siglo XXI.

## Situación antes delsigloXIII

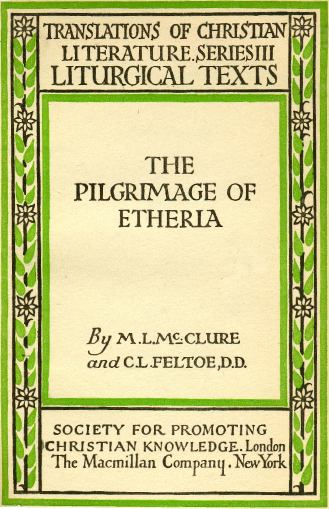
Portada de la traducción del Itinerarium ad Loca Sancta de la peregrina galaica Egeria al inglés (The Pilgrimage of Etheria) publicado en 1919.

Las primeras referencias a la celebración de la Semana Santa en Galicia provienen de la peregrina galaica Egeria. Se sabe que visitó los Santos Lugares (Egipto, Palestina, Siria, Mesopotamia, Asia Menor y Constantinopla), en un largo viaje, entre 381 y 384, recogiendo sus impresiones en su libro Itinerarium ad Loca Sancta. En este libro habla de las ceremonias y cultos que presenció en los tempos y las calles de Jerusalén, de los cuales dice que eran semejantes a los de su Galicia natal.
El historiador y miembro de la Real Academia Gallega, Juan Donapetry, afirma que al ser Vivero una de las poblaciones más antiguas de Galicia, ya disponía de celebraciones de Semana Santa, aunque no se conserva documentación que atestigüe dicha existencia.

## Los inicios: DelsigloXIIIalsigloXIV
Sobre el año 1214, se constituyeron las cofradías unidas de la Purísima Concepción y de la Vera Cruz que empezaron a encargarse de las actividades de la Semana Santa, además de la Venerable Orden Tercera de Penitencia.
La hermandad de la Purísima Concepción, celebraba una misa cantada el Martes Santo, con sermón y procesión por las calles de Vivero. La cofradía de la Vera Cruz, se encargaba de que se oficiasen varios cultos, además de realizar dos procesiones por las calles de la ciudad; una el Domingo de Ramos y otra el Jueves Santo.
Años más tarde, en 1282 nació en el desaparecido Convento de Santo Domingo de la localidad la Ilustre y Venerable Cofradía del Santísimo Rosario o de los nobles. Este sobrenombre venía dado porque de ella formaban parte las los principales linajes nobiliarios de Vivero. Esta hermandad celebraba, las funciones del Domingo de Ramos, con procesión alrededor de la iglesia. El Viernes Santo, realizaban el descendimiento de Jesús, así como la procesión del Santo Entierro.

## Siglos XV al XVIII
Las cofradías de la Purísima Concepción y de la Vera Cruz alcanzaron su máximo esplendor en el siglo XV y el siglo XVI.
No obstante, durante la Contrarreforma, se llevaron a cabo acciones con el fin de reducir las escenificaciones públicas de la Semana Santa, con el fin de oponerse al avance del protestantismo en Europa. La popularidad de que gozaban entre los devotos llevó al obispo fray Antonio de Guevara, a la prohibición de lo que él denominaba «representaciones y farsas del mundo», dando en cambio su aprobación para realizar la Procesión de la Vera Cruz.

«Item nos consto por la dicha visita que muchas personas vagabundas se andan en el tiempo santo de la Quaresma y Semana Santa a hazer representaziones, a manera de farsas del mundo, de las quales se siguen muchos inconvenientes, es a saber: que dizen en ellas muchas cosas que no ai en los evangelios y, ansimismo, que hazen y causan muchas risas y placeres en los que lo oien y, ansimismo, dejan de oír misa maior los dias del domingo y fiestas, por concurrir a do aquellas representaziones se hazen, lo qual todo es, no en alabanza, sino en vituperio de Christo; por la presenta ordenamos y mandamos, so pena de excomunion y de dos mill maravedies, aplicados ut supra, que ninguno sea osado de hazer tales representaziones ni remembranzas en la iglesia ni fuera de la iglesia. Y, so la misma pena mandamos a todos los sudbitos de nuestra diócesis no las vaian a ver; y, so la misma pena, mandamos a todos los clérigos y rectores no lo consientan hazer; y si, contra su voluntad, se hiziere, eviten a todos por públicos excomulgados y lo denuncien luego a nuestro previsores. Y no queremos por esta constitución ni privar ni inhibir las cofradías ni la procesión de la santa Veracruz, como se suele hazer, sino que antes la confirmamos y aun, si para ello es necesario, de nuevo damos licencia.»
Fray Antonio de Guevara

No obstante, a lo largo del siglo XVII las cofradías de la Purísima Concepción y de la Vera Cruz empezaron a apagarse, y a comienzos del siglo XVIII acabaron por desaparecer. El 6 de febrero de 1728, el padre guardián del Convento de San Francisco, Fray Francisco Bonilla, expidió un certificado para hacer constar dicha extinción. El que en aquel momento era obispo de Mondoñedo, Juan Muñoz Salcedo, firmó un decreto el 6 de marzo de 1728, que concedía a la Venerable Orden Tercera Franciscana, mediante solicitud previa, todos los efectos de ambas cofradías, con la obligación de cumplir con la carga de estas, entre las que figuraban las procesiones del Domingo de Ramos y Jueves Santo, así como el lavatorio de ese día.

## sigloXIX
Con la llegada del siglo XIX, se siguió con la labor de mejora de la Semana Santa de Vivero. Durante el inicio de este siglo se realiza la adquisición del grupo escultórico de la Última Cena.
No obstante, el inicio del siglo XIX también viene marcado por la ocupación de la península ibérica por parte de Napoleón Bonaparte durante la Guerra de Independencia Española. La ciudad de Vivero no se vio libre de esta invasión. En la mañana del 28 de enero de 1809 llegaron 74 «dragones» bajo las órdenes del comandante Marssan, que procedían de Mondoñedo. El 2 de febrero de 1809 fueron reforzadas por 400 voltigeurs, que ocuparon el Convento de San Francisco. En esta guerra, tiene lugar un hecho recogido por la tradición popular, ya que el general Treni decidió mostrar misericordia y no fusilar a los devotos de un Ecce-Homo que se encontraba en dicho convento, permutando la pena capital por el saqueo de la ciudad. Dicho Ecce-Homo es conocido desde como «Ecce-Homo de los Franceses», procesionando el Domingo de Ramos.
Después de la guerra napoleónica, continuó la celebración de la Semana Santa, aunque no exenta de problemas, ya que se vería afectada por eventos como los procesos de Desamortización. En el año 1851, fue demolido el Convento de Santo Domingo, pasando la Cofradía del Rosario a la Capilla de los Dolores, situada en la iglesia parroquial de Santa María del Campo.

## sigloXX

### Desde el año 1900 hasta el año 1940
Durante el inicio del siglo XX, se manifiesta en Vivero una corriente de anticlericalismo, que hace menguar el número de cofrades de las dos cofradías existentes en aquel momento. Ante esta situación, el párroco de Santa María del Campo hace un llamamiento para animar a la inscripción de nuevos cofrades. Estas inscripciones, junto a diversos donativos, fueron vitales para la revitalización de la Semana Santa vivariense. Después de esta iniciativa, se le encarga al maestro valenciano José Tena la imagen del Cristo Yaciente, así como la imagen del San Juan y la de María la Magdalena.
Con la llegada de la Segunda República Española, reinó un panorama de cierta tranquilidad, ya que al contrario que otras zonas de España, no hubo quemas de iglesias, llegando incluso a celebrarse las procesiones de Semana Santa con normalidad.

### Desde el año 1940 hasta el año 1970
La Ilustre cofradía del Rosario y la Venerable Orden Tercera, compartieron durante más de dos siglos la organización de los desfiles procesionales de la Semana Santa vivariense, hasta que, a partir del año 1944, se incorporó la Cofradía del Santísimo Cristo de la Piedad.
Durante esta época, la Semana Santa de Vivero ya realizaba un importante esfuerzo publicitario, enviando carteles de anuncio por toda Galicia. En el año 1947 empezó a publicarse la primera revista sobre la Semana Santa vivariense, titulada «Pregón». Esta intensa publicidad sirvió para atraer no sólo a visitantes desde Galicia y Asturias, sino también para atraer a vivarienses en la emigración y a personas que elegían Vivero como destino para sus vacaciones de Semana Santa.
De la Piedad surgirían diversas filiales. La primera en el año 1947 con la Hermandad del Prendimiento, seguida en 1951 por la Hermandad de Las Siete Palabras y finalmente, en 1953, la Hermandad de la Santa Cruz, estando esta última compuesta únicamente por mujeres.

### Desde el año 1970 hasta el año 2000
El año 1973 marcó un punto de inflexión en la Semana Santa vivariense, al acaecer una «huelga de llevadores». Desde mediados de la década de 1950, los pasos eran portados por llevadores que recibían un jornal. Pero en 1973 decidieron plantarse con el fin de reclamar más dinero. La protesta acabó resolviéndose de modo contrario al pretendido inicialmente, ya que los jóvenes cogieron el testigo de llevadores, pasando a realizar el trabajo de modo gratuito y voluntario.
En la década de 1980, se erigió una nueva asociación, la Cofradía de O Nazareno dos de Fóra, constituida por cofrades que residen fuera de la ciudad de Vivero.
En el año 1988, Vivero ve recompensada la labor de varios siglos, al ser declarada su Semana Santa de Interés Turístico Nacional. Con la declaración de Interés Turístico, se multiplicaron las acciones promocionales, siendo habituales las retransmisiones televisivas. Asimismo, también se experimentó un crecimiento en el número tanto de visitantes como de cofrades.
En la década de 1990, se decide fundar la llamada «Junta de Cofradías», con el objetivo de coordinar la organización de los actos de la Semana Santa, así como promover otros actos culturales, como conferencias, exposiciones, conciertos y otras iniciativas.

## sigloXXI
El martes 15 de abril de 2003 pasó a la historia por ser el día en que se llevaba un paso por una colla compuesta únicamente por mujeres, con motivo del 50 aniversario de la Hermandad de la Santa Cruz.
En el año 2005 se crea una nueva procesión, el Vía Lucis o Cristo Resucitado, que desfila en la tarde del Domingo de Resurrección.
La última de las Cofradías en incorporarse a la Semana Santa vivariense fue la Cofradía de la Misericordia, creada en el año 2006.